# 188P/LINEAR — Мюллера
Комета LINEAR — Мюллера (188P/LINEAR-Mueller) — короткопериодическая комета из семейства Юпитера, которая была обнаружена 17 октября 1998 года американским астрономом Джин Мюллер, на фотоснимках, полученных тремя днями ранее с помощью 1,22-метрового телескопа Ошина Паломарской обсерватории. Комета выглядела как диффузный объект 17,0 m звёздной величины с центральной конденсацией и небольшим хвостом. Хотя в последующие месяцы расстояние кометы до Земли увеличивалось, её яркость по мере приближения к Солнцу некоторое время продолжала увеличиваться, достигнув своего пика в 13,7 m в ноябре 1998 года. Комета обладает довольно коротким периодом обращения вокруг Солнца — чуть менее 9,2 года.

Орбита кометы LINEAR — Мюллера и её положение в Солнечной системе

## История наблюдений
Первая эллиптическая орбита была рассчитана 19 октября британским астрономом Брайаном Марсденом и указывала на то, что комета должна была пройти перигелий 3 ноября 1998 года на расстоянии 2,55 а. е. от Солнца и иметь период обращения 9,14 года. Изучив опубликованную орбиту, британский астроном Г. Уильямс отметил сходство скорости и направления движения этой кометы с недавно открытым астероидом, который исследовательской группой в рамках проекта LINEAR в ночь с 26 на 27 сентября. Его магнитуда на тот момент оценивалась в 18,1 m. В дальнейшем наблюдения чешских астрономов Милошем Тихи и Яной Тиха доказали идентичность этих двух объектов, зафиксировав у кометы также слабую кому в 13 " угловых секунд в поперечнике и короткий хвост в 30 " угловых секунд длиной. Внесение соответствующих уточнений в расчёты орбиты, позволило вскоре обнаружить комету и на более ранних снимках, полученных в рамках проекта LONEOS 17 сентября. На них она была описана как астероид 17,3 m звёздной величины.
Последующее восстановление кометы, выполненное сначала Робертом Макнотом 13 мая 2007 года (18,2 m), а затем и Джеймсом Скотти 26 июня (18,1 m), позволило окончательно доказать короткопериодических характер орбиты кометы и присвоить ей соответствующий порядковый номер. 

### Сближения с планетами
В XX веке комета дважды подходила к Юпитеру на расстояние менее 1 а. е. Причём последнее сближение было особенно тесным, но, как показали расчёты, оказало весьма незначительное влияние на орбиту. В следующий раз комета окажется в ближайших окрестностях Юпитера лишь в последней четверти XXI веке.
- 0,96 а. е. от Юпитера 24 ноября 1916 года.
- 0,10 а. е. от Юпитера 8 сентября 1992 года;
- 0,93 а. е. от Юпитера 20 января 2078 года.